# Örfjärden
Örfjärden är en fjärd i Finland. Den ligger i landskapet Egentliga Finland, i den sydvästra delen av landet, 160 km väster om huvudstaden Helsingfors.
Örfjärden avgränsas av Lillandet i väster, Sandö i söder samt Lilltervo och Stortervolandet i öster. I norr ansluter den till Korsfjärden.